# Society for Psychical Research

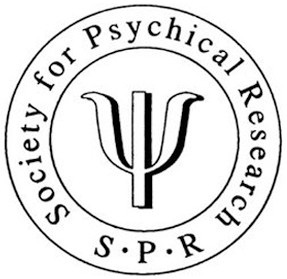
Logo.

A Society for Psychical Research (SPR) é uma organização sem fins lucrativos que se iniciou no Reino Unido e depois se constituiu em outros países. O seu fim declarado é a compreensão dos "eventos e habilidades comumente descritas como psíquicas ou paranormais através da promoção e apoio a importantes pesquisas nesta area" e "examinar alegados fenômenos paranormais de maneira científica e imparcial."

## História
Foi fundada em 1882 por um grupo de eminentes pensadores, entre os quais Edmund Gurney, Frederic William Henry Myers, William Fletcher Barrett, Henry Sidgwick, e Edmund Dawson Rogers. O quartel-general da Sociedade era em Marloes Road, Londres. Ela publicou quadrimestralmente o Journal of the Society for Psychical Research (JSPR), o sem periodicidade Proceedings e a revista Paranormal Review. Manteve uma conferência anual, palestras regulares e dois dias de estudos por ano.
A sua equivalente francesa, a Société Française pour Recherche Psychique, publica o Journal de la Société Française pour Recherche Psychique (JSFRP). A sua equivalente estadunidense, a American Society for Psychical Research, publica o Journal of the American Society for Psychical Research (JASPR).

## Proposta e organização
A sua proposta foi a de encorajar a pesquisa científica dos fenómenos psíquicos ou paranormais, de modo a estebelecer a sua autenticidade. A pesquisa foi inicialmente focada em seis áreas: telepatia, mesmerismo e fenómenos similares, médiuns, aparições, fenómenos físicos associados às sessões espíritas e, finalmente, a história de todos esses fenómenos. A Sociedade é dirigida por um presidente e um concelho de vinte pessoas. A organização reparte-se entre Londres e Cambridge (onde se localizam os arquivos).
A Sociedade francesa foi constituída em 1885 como Société Française pour Recherche Psychique (SFRP). Posteriormente, um ramo estadunidense formou-se com o nome American Society for Psychical Research (ASPR) também em 1885, vindo a tornar-se afiliado à Sociedade original em 1890. Autores estadunidenses por vezes denominam incorretamente a SPR como British Society for Psychical Research (BSPR), para distinguí-la da dos Estados Unidos, mas essa modificação não deve ser feita.

## Hoje
A Sociedade declara o seu principal objetivo como a "compreensão dos eventos e habilidades comumente descritas como psíquicas ou paranormais pela promoção e apoio de importante pesquisa nessa área." A Sociedade obteve e disseminou um grande número de dados relativos ao paranormal. A SPR publica o periódico Journal of the Society for Psychical Research que inclui artigos acerca de pesquisas tanto de laboratório como de campo, assim como trabalhos de natureza metodológica, histórica e teórica abrangendo um largo campo de especialidades concernentes ao campo da parapsicologia. A Sociedade construiu uma ampla biblioteca e arquivo, parte dos quais são mantidos na Universidade de Cambridge.
A Sociedade conta com figuras bem conhecidas entre os seus membros, entre as quais se incluem Dean Radin, Peter Underwood, Charles Tart e Tom Ruffles. Investigadores de fenómenos espontâneos (fantasmas, etc.) incluem Maurice Grosse e Guy Lyon Playfair que investigaram os eventos do Enfield Poltergeist.

## Presidentes
Segue a lista cronológica dos presidentes da Sociedade:
| Society for Psychical Research |                                               |
| 1882-1884                      | Henry Sidgwick (1838-1900)                    |
| 1885-1887                      | Balfour Stewart (1827-1887)                   |
| 1888-1892                      | Henry Sidgwick (→ 1882)                       |
| 1893                           | Arthur Balfour (1848-1930),                   |
| 1894-1895                      | William James (1842-1910)                     |
| 1896-1899                      | Sir William Crookes (1832-1919)               |
| 1900                           | Frederick William Henry Myers (1843-1901)     |
| 1901-1903                      | Sir Oliver Lodge (1851-1940)                  |
| 1904                           | Sir William Fletcher Barrett (1845-1926)      |
| 1905                           | Charles Richet (1850-1935)                    |
| 1906-1907                      | Gerald Balfour (1853-1945)                    |
| 1908-1909                      | Eleanor Sidgwick (1845-1936)                  |
| 1910                           | Henry Arthur Smith (1848-1922)                |
| 1911                           | Andrew Lang (1844-1912)                       |
| 1912                           | William Boyd Carpenter (1841-1918)            |
| 1913                           | Henri Bergson (1859-1941)                     |
| 1914                           | Ferdinand Canning Scott Schiller (1864-1937)  |
| 1915-1916                      | Gilbert Murray (1866-1957)                    |
| 1917-1918                      | Lawrence Pearsall Jacks (1860-1955)           |
| 1919                           | John Strutt, 3rd Baron Rayleigh (1842-1919)   |
| 1920-1921                      | William McDougall (1871-1938)                 |
| 1922                           | Thomas Walter Mitchell (*1869; †1944)         |
| 1923                           | Camille Flammarion (1842-1925)                |
| 1924-1925                      | John George Piddington (1869-1952)            |
| 1926-1927                      | Hans Driesch (1867-1941)                      |
| 1928-1929                      | Sir Lawrence Jones (1885-1955)                |
| 1930-1931                      | Walter Franklin Prince (*1863; †1934)         |
| 1932                           | Eleanor Sidgwick (→ 1908) und Oliver Lodge    |
| 1933-1934                      | Edith Lyttelton (geb. Balfour; 1865-1948)     |
| 1935-1936                      | C. D. Broad (1887-1971)                       |
| 1937-1938                      | Robert Strutt, 4th Baron Rayleigh (1875-1947) |
| 1939-1941                      | Henri Haberley Price (1899-1984)              |
| 1942-1944                      | Robert Henry Thouless (1894-1984)             |
| 1945-1946                      | George N. M. Tyrrell (1879-1952)              |
| 1947-1948                      | William Henry Salter (1880-1969)              |
| 1949                           | Gardner Murphy (1895-1979)                    |
| 1950-1951                      | Samuel George Soal (1889-1975)                |
| 1952                           | Gilbert Murray (→ 1915)                       |
| 1953-1955                      | Frederick Stratton (1881-1960)                |
| 1956-1958                      | Guy William Lambert (1889-1984)               |
| 1958-1960                      | C. D. Broad (→ 1935)                          |
| 1960-1961                      | Henri Haberley Price (→ 1939)                 |
| 1960-1963                      | Eric Robertson Dodds (1893-1979)              |
| 1963-1965                      | Donald James West (* 1924)                    |
| 1965-1969                      | Sir Alister Hardy (1896-1985)                 |
| 1969-1971                      | W. A. H. Rushton (1901-1980)                  |
| 1971-1974                      | Clement William Kennedy Mundle (* 1920)       |
| 1974-1976                      | John Beloff (1920-2006)                       |
| 1976-1979                      | Arthur J. Ellison (1920-2000)                 |
| 1980                           | Joseph Banks Rhine (1895-1980)                |
| 1980                           | Louisa Ella Rhine (1891-1983)                 |
| 1981-1983                      | Arthur J. Ellison (→ 1976)                    |
| 1984-1988                      | Donald James West (→ 1963)                    |
| 1988-1989                      | Ian Stevenson (1918-2007)                     |
| 1992-1993                      | Alan Gauld                                    |
| 1993-1995                      | Archie Roy                                    |
| 1995-1998                      | David Fontana                                 |
| 1998-1999                      | Donald James West (→ 1963, → 1984)            |
| 2000-2004                      | Bernard Carr                                  |
| 2004-2007                      | John Poynton                                  |
| 2007-2011                      | Deborah Delanoy                               |
| 2011-                          | Richard S. Broughton                          |